# George Clinton (homme politique)
Pour les articles homonymes, voir George Clinton.
George Clinton, né le 26 juillet 1739 à Little Britain et mort le 20 avril 1812 à Washington, D.C., est un soldat et homme politique américain. Il fut le premier et le plus durable gouverneur de l’État de New York et vice-président des États-Unis d'Amérique sous Thomas Jefferson puis James Madison.

## Biographie
Son père, Charles Clinton (en), un immigrant irlandais à Little Britain (en) (État de New York) et membre de l’assemblée coloniale, inspire ses intérêts politiques.
George Clinton est le frère du général James Clinton et l’oncle de DeWitt Clinton, les septième et neuvième gouverneurs de l’État de New York.
À 18 ans, il s’engage dans l’armée britannique et combat durant la guerre de Sept Ans. Il étudie le droit, devient clerc à la Cour des plaids-communs et sert dans l’assemblée d’État de New-York comme représentant du comté d'Ulster. Il est élu au congrès continental et vote la déclaration d’indépendance mais doit partir avant la signature car il est appelé pour servir en tant que général de brigade de la milice sous George Washington. Il est contre l’adoption de la constitution tant que la déclaration des droits n’y est pas ajoutée.
Il est connu pour sa haine des loyalistes et utilise la saisie et la vente de leurs propriétés pour aider à garder des impôts bas. Partisan et ami de George Washington, il fournit de la nourriture aux troupes de Valley Forge, accompagne Washington à sa première inauguration et donne un impressionnant dîner pour la fêter.
Il sert comme premier gouverneur de l’État de New York de 1777 à 1795, membre de l’assemblée d’État en 1800 et 1801, et troisième gouverneur de 1801 à 1804. D’après l’association nationale des gouverneurs, il est avec 21 années de service, celui qui a gouverné le plus longtemps un État des États-Unis.
Il sert comme quatrième vice-président sous Thomas Jefferson de 1805 à 1809 puis sous James Madison de 1809 à sa mort en 1812 devenant le premier vice-président à mourir en cours de mandat.
Candidat, malgré lui, à l’élection présidentielle de 1808, il obtient 6 votes du collège électoral provenant d’une aile du parti républicain-démocrate désapprouvant James Madison. Il arrive troisième derrière Madison et Charles Cotesworth Pinckney du parti fédéraliste.
Les comtés de Clinton, New York et Clinton, Ohio sont nommés d’après lui. Washington, DC lui a érigé une statue équestre sur Connecticut Avenue et en 1873, l’État de New York a offert une statue de lui à la collection du Capitole.
En 1908, sa sépulture a été déplacée de Washington à Kingston (New York).

## Mariage et enfants
Le 7 février 1770, Clinton épouse Sarah Cornelia Tappen dont il a 5 filles et un fils :
- Catharine Clinton (5 novembre 1770 — 10 janvier 1811), qui épouse John Taylor puis Pierre van Corthalndt, fils du vice-gouverneur de New York Pierre van Cortlandt.
- Cornelia Tappen Clinton (29 juin 1774 — 28 mars 1810), qui épouse Edmond-Charles Genêt.
- George Washington Clinton (18 octobre 1778 — 28 mars 1813), futur député de New York au congrès, épouse Anna Floyd, fille de William Floyd.
- Elizabeth Clinton (10 juillet 1780 — 8 avril 1825), épouse Matthias B. Tallamdge.
- Martha Washington Clinton (12 octobre 1783, 20 février 1795).
- Maria Clinton (6 octobre 1785, 17 avril 1829), épouse le docteur Stephen D. Beekman.